# Estación de Orense
Orense (en gallego y según Adif: Ourense), denominada históricamente Orense-Empalme, es una estación de ferrocarril de la ciudad española de Orense, en Galicia. Se encuentra en un importante nudo ferroviario al confluir en ella la línea de alta velocidad Olmedo-Zamora-Galicia y las líneas de ancho ibérico Monforte-Redondela y Zamora-La Coruña. 
Registró en 2023 un tráfico de 2.082.576 pasajeros, siendo la tercera estación con mayor número de viajeros de Galicia por detrás de las de Santiago y La Coruña.En ese mismo año duplicó el número de usuarios de los aeropuertos de Alvedro y Peinador.

## Denominación
Aunque actualmente la denominación oficial según Adif es Orense a secas, la estación ha sido conocida históricamente como «Orense-Empalme», por confluir en ella las líneas férreas Monforte-Redondela y Zamora-La Coruña. Además permite diferenciarla de la otra estación de la ciudad, la de San Francisco, actualmente sin servicios de pasajeros.

## Situación ferroviaria
La estación se encuentra situada a 133 metros de altitud en los trazados de las siguientes líneas férreas:
- Línea de alta velocidad Olmedo-Zamora-Galicia, punto kilométrico 446,71.
- Línea férrea de ancho convencional Monforte de Lemos-Redondela, punto kilométrico 45,885.[3]
- Línea férrea de ancho convencional Zamora-La Coruña, punto kilométrico 248,909.[3]

## Historia
La llegada a Orense del ferrocarril se produjo el 18 de junio de 1881 con la apertura de la línea Vigo-Orense. Una máquina de vapor de tres ejes y siete vagones nuevos fueron los encargados de estrenar la nueva estación tras cinco horas de viaje. La Compañía del Ferrocarril de Medina a Zamora y de Orense a Vigo, o MZOV constituida en 1880 fue la encargada de las obras. El 1 de diciembre de 1884 esta misma compañía realizó la conexión con Monforte de Lemos. En 1928, los graves problemas económicos que sufrían las empresas que gestionaban las líneas férreas del oeste español llevaron al estado a la nacionalización de las mismas y a su agrupación en la Compañía Nacional de los Ferrocarriles del Oeste. En 1941, Oeste se integraría como el resto de compañías ferroviarias españolas en RENFE. Mucho más tardío fue el enlace con la Meseta debido a la gran complejidad de las obras en la provincia de Zamora. Por ello no fue hasta el 1 de julio de 1957 con la puesta en marcha del tramo Orense-Puebla de Sanabria que se pudo completar la línea Zamora-La Coruña.
Desde el 31 de diciembre de 2004 Renfe Operadora explota la línea mientras que Adif es la titular de las instalaciones ferroviarias. 
Desde el 21 de diciembre de 2021 forma parte de la Línea de alta velocidad Olmedo-Zamora-Galicia. 

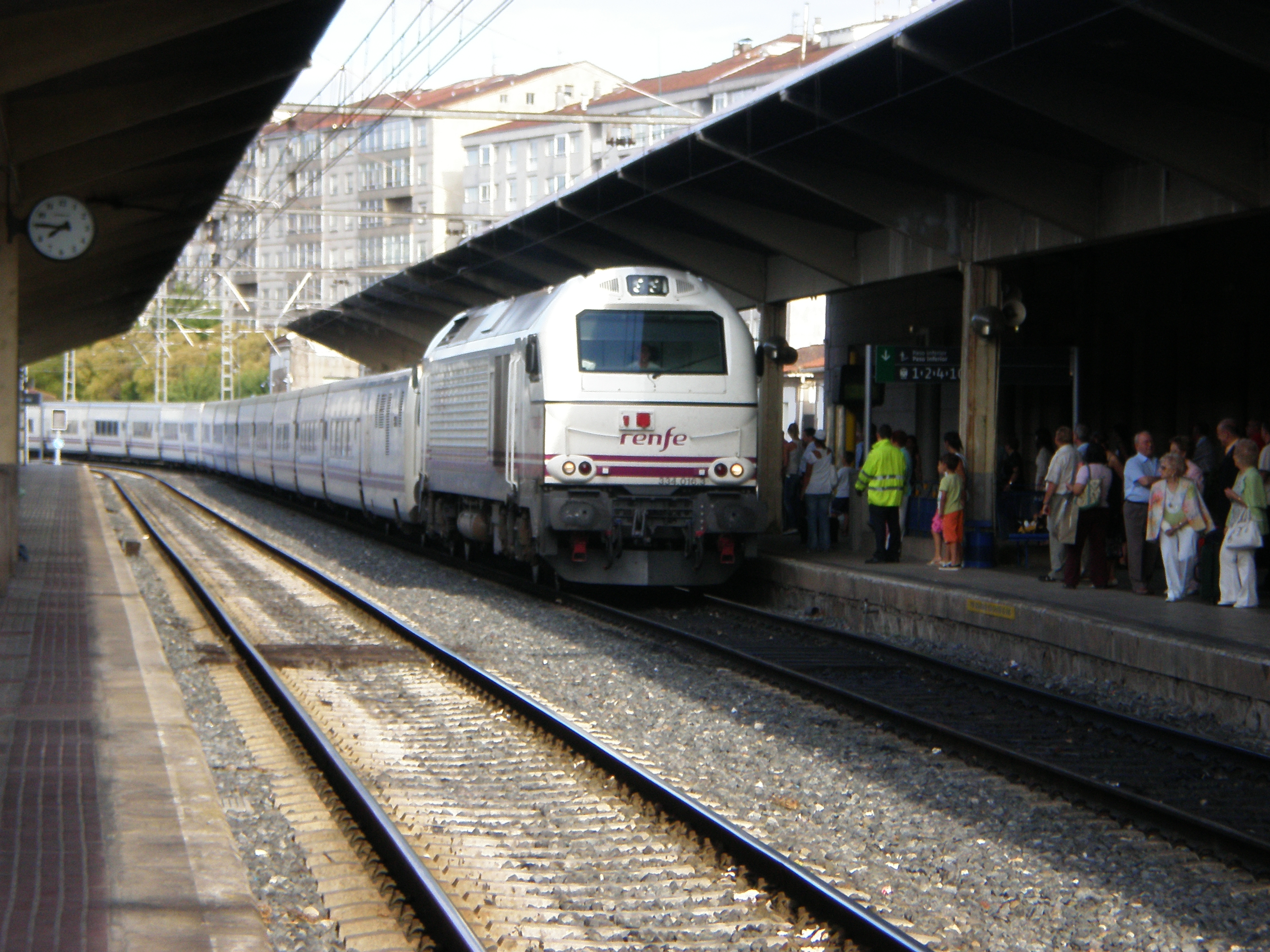
La locomotora 334.016 con un Talgo entrando en la estación.

## La estación
El edificio para viajeros está compuesto por un pabellón central flanqueado por dos anexos laterales de dos pisos. La parte central incorpora una amplia cristalera. En general el conjunto muestra unas líneas sobrias y funcionales. 
Se compone de tres andenes, uno lateral y dos centrales al que acceden cinco vías. El complejo ferroviario se completa con más vías. Los cambios de andén se realizan gracias a un paso subterráneo. 
Dispone de venta de billetes, punto de información, cafetería, librería y aseos. Todo el recinto está adaptado para las personas con discapacidad. En el exterior se encuentra un aparcamiento, una parada de taxi y otra de autobuses urbanos.

## Servicios ferroviarios

### Alta Velocidad y Larga Distancia
El 10 de diciembre de 2011 se puso en servicio el tramo de Alta Velocidad entre Orense y La Coruña. Por este tramo circulan servicios Avant entre las estaciones de Orense, Santiago de Compostela y La Coruña. El 21 de diciembre de 2021 entra en servicio el tramo de Alta Velocidad desde Pedralba de la Pradería hasta Orense, iniciándose los servicios AVE entre Madrid-Chamartín-Clara Campoamor, Zamora y Orense.
Dada su situación estratégica, la estación de Orense también dispone de un amplio tráfico de Larga Distancia. Las conexiones diurnas se realizan gracias a trenes Alvia e Intercity que enlazan la ciudad con Aragón, Cataluña, Castilla y León, Navarra, País Vasco, y con el resto de Galicia. El servicio Intercity existente en la actualidad circula entre Lugo y Orense, con paradas en Sarria y Monforte de Lemos, para permitir el enlace de Lugo con otros trenes de largo recorrido como los Alvia a Barcelona o Madrid.

### Media Distancia
El intenso tráfico de Media Distancia que ofrece la estación la conecta con las principales ciudades gallegas, Ponferrada y León. Algunos servicios de Media Distancia se plantean como alternativas a otros de largo recorrido o de alta velocidad, como, por ejemplo, el Avant La Coruña-Santiago-Orense, que cuenta también con una alternativa por Lugo sobre trazado convencional para unir La Coruña con Orense.